# Cardinal Lemoine (métro de Paris)
Cardinal Lemoine est une station de la ligne 10 du métro de Paris, située dans le 5e arrondissement de Paris.

## Situation
La station est implantée au cœur du Quartier latin, sous la rue Monge au nord-ouest de l'intersection avec la rue du Cardinal-Lemoine. Orientée selon un axe nord-ouest/sud-est, elle s'intercale entre les stations Maubert - Mutualité et Jussieu. Elle est établie au-dessus d'un tunnel de raccordement à double voie avec la ligne 7. Emprunté en service commercial durant un an, de 1930 à 1931, lorsque la ligne 10 avait pour terminus Porte de Choisy, il est dorénavant inutilisé.

## Histoire
La station est ouverte le 26 avril 1931 avec la mise en service du prolongement de la ligne 10 depuis Maubert - Mutualité jusqu'à Jussieu, lequel remplace son tronçon oriental jusqu'à Porte de Choisy, cédé à la ligne 7 depuis lors.
Elle doit sa dénomination à son implantation au croisement de la rue du Cardinal-Lemoine, laquelle rend hommage au cardinal français Jean Lemoine (1250-1313), cardinal-légat du pape Boniface VIII, du fait de son percement sur le terrain qui formait autrefois l'enclos du collège de ce nom fondé en 1302.
Dans le cadre du programme « Renouveau du métro » de la RATP, les couloirs de la station et l'éclairage des quais ont été rénovés le 20 novembre 2006.

### Fréquentation
Nombre de voyageurs entrés à cette  station :
| Année                      | 2013      | 2014      | 2015      | 2016      | 2017      | 2018      | 2019      | 2020    | 2021      |
| -------------------------- | --------- | --------- | --------- | --------- | --------- | --------- | --------- | ------- | --------- |
| Nombre de voyageurs par an | 1 715 926 | 1 713 765 | 1 657 283 | 1 642 759 | 1 659 755 | 1 753 554 | 1 663 781 | 710 141 | 1 121 854 |
| Rang                       | 266e      | 272e      | 273e      | 271e      | 272e      | 270e      | 271e      | 280e    | 272e      |
| Nombre de stations         | 302       | 302       | 302       | 302       | 302       | 302       | 302       | 304     | 304       |

## Services aux voyageurs

### Accès
La station dispose de deux accès, chacun constitué d'un escalier fixe agrémenté d'une balustrade de type Dervaux :
- l'accès 1 « Rue du Cardinal-Lemoine », orné d'un candélabre Dervaux, débouchant face au no 55 de cette rue et au no 29 bis de la rue Monge ;
- l'accès 2 « Rue Monge » se trouvant au droit du no 28 de cette même rue.

Accès à la station
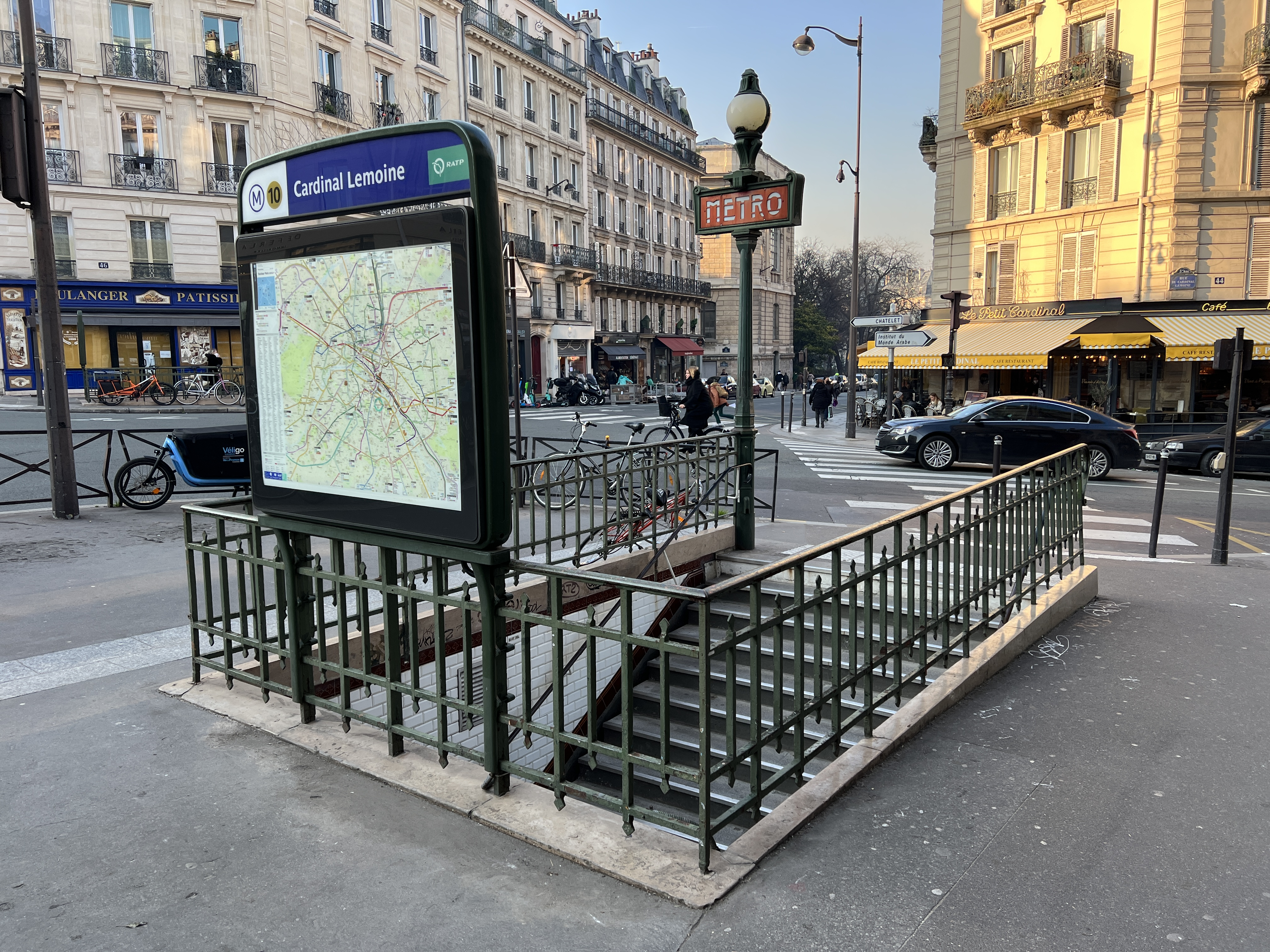
L'accès no 1 « Rue du Cardinal-Lemoine ».
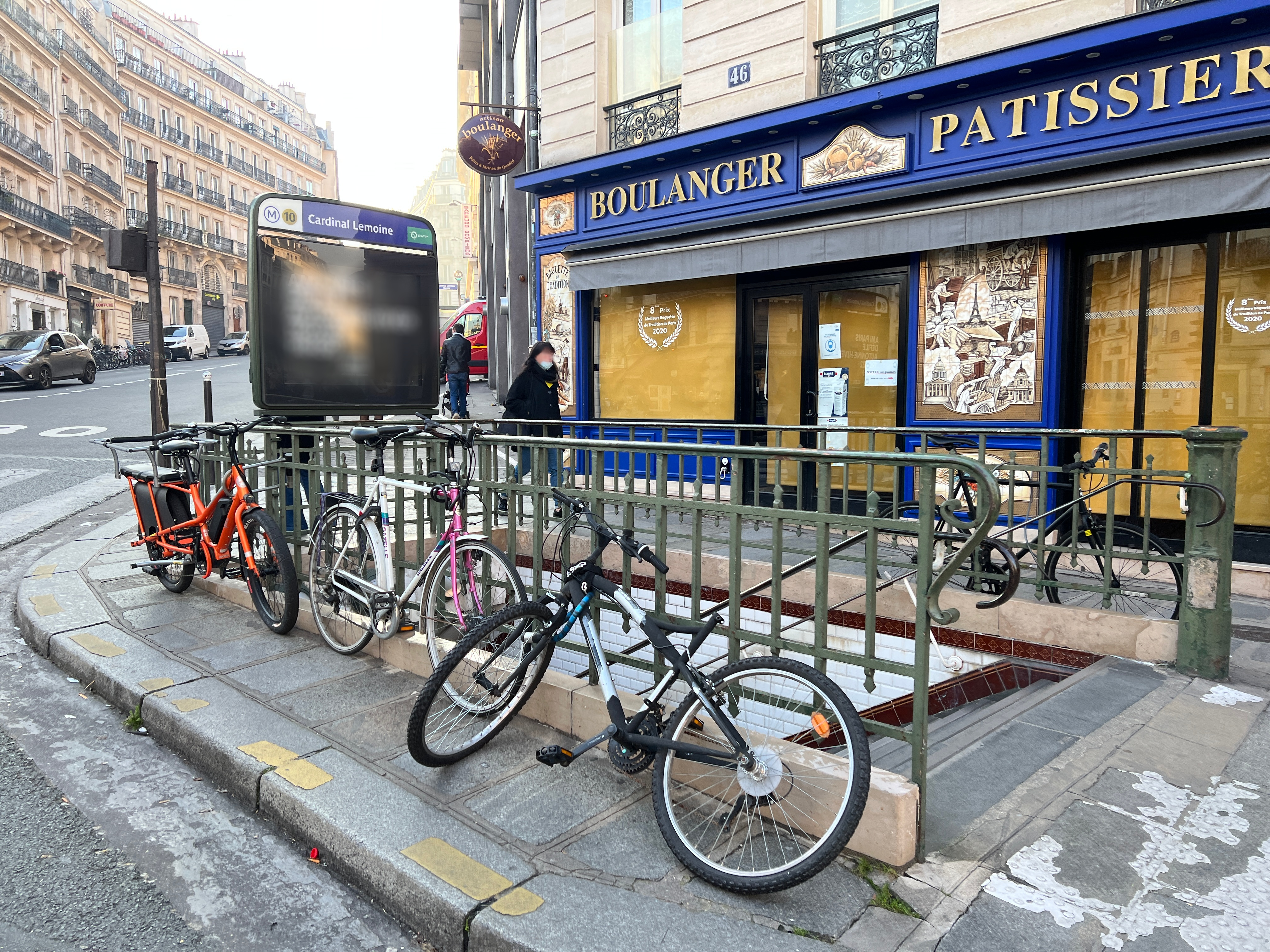
L'accès no 2 « Rue Monge ».

### Quais
Cardinal Lemoine est une station de configuration standard : elle possède deux quais séparés par les voies du métro et la voûte est elliptique. La décoration est du style utilisé pour la majorité des stations du métro : les bandeaux d'éclairage sont blancs et arrondis dans le style « Gaudin » du renouveau du métro des années 2000, et les carreaux en céramique blancs biseautés recouvrent les piédroits, la voûte et les tympans. Les cadres publicitaires sont en faïence de couleur miel et le nom de la station est également en faïence dans le style de la CMP d'origine. Les sièges de style « Motte » sont de couleur bleue. La station se distingue cependant par la partie basse de ses piédroits qui est verticale et non elliptique.

### Intermodalité
La station est desservie par les lignes 47, 75 et 89 du réseau de bus RATP.

## À proximité
- Montagne Sainte-Geneviève (la station se situe au pied de cette colline au sein du quartier latin, lequel est connu depuis le Moyen Âge comme étant le quartier des étudiants)
- Ministère de l'Enseignement supérieur, de la Recherche et de la Science
- Collège de France (situé place Marcelin-Berthelot)
- Lycée Henri-IV (situé rue Clovis)
- La rue Mouffetard et ses nombreux commerces
- La Nécropole républicaine du Panthéon

## Galerie de photographies

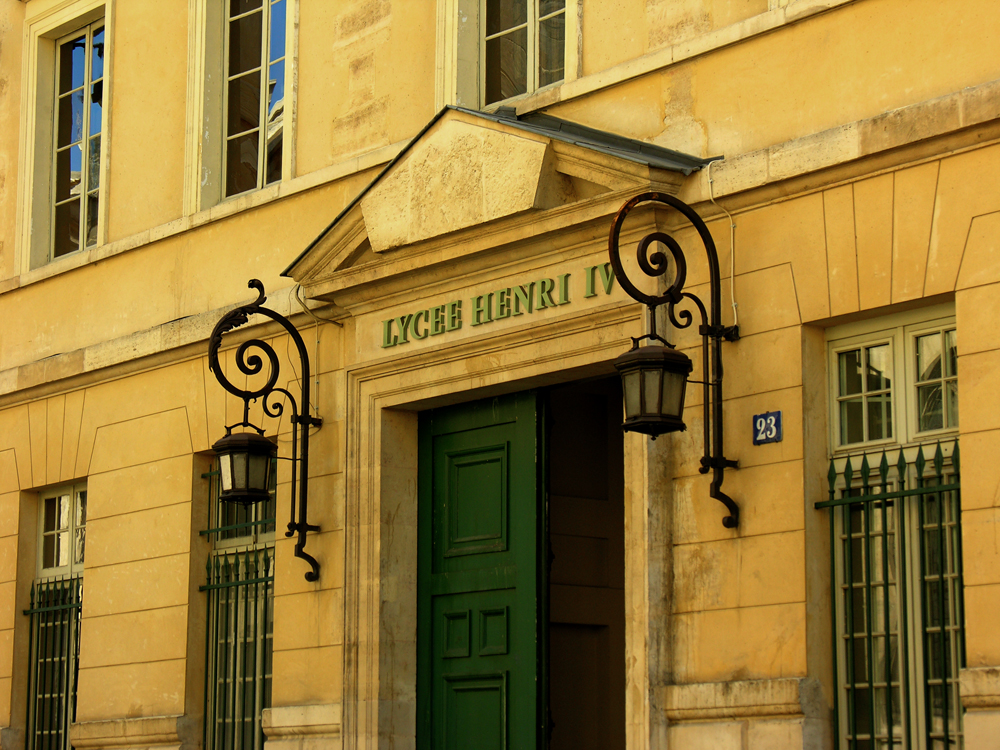
Entrée du lycée Henri-IV, rue Clovis, à 300 m environ à l'ouest de la station.
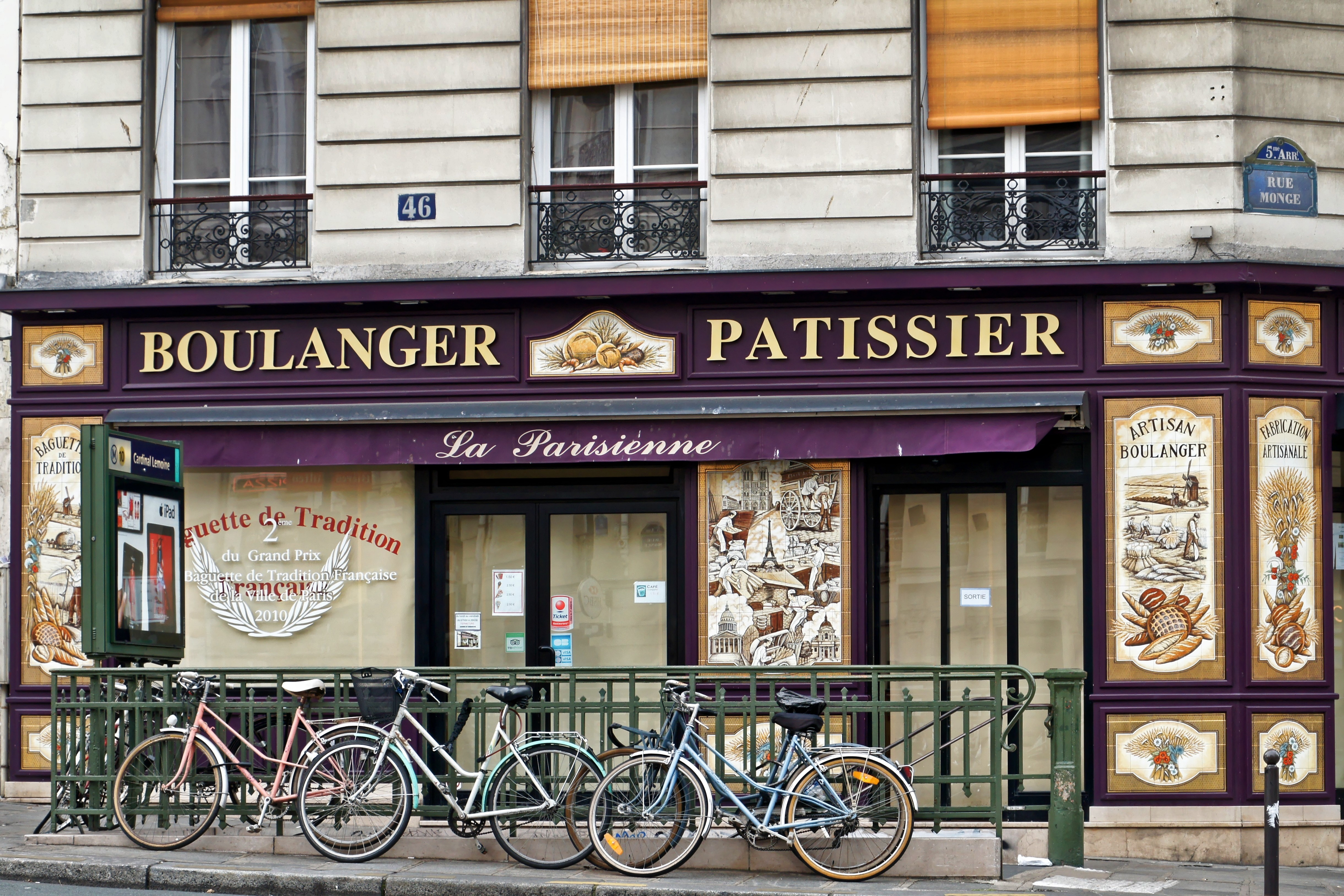
L'un des accès de la station.
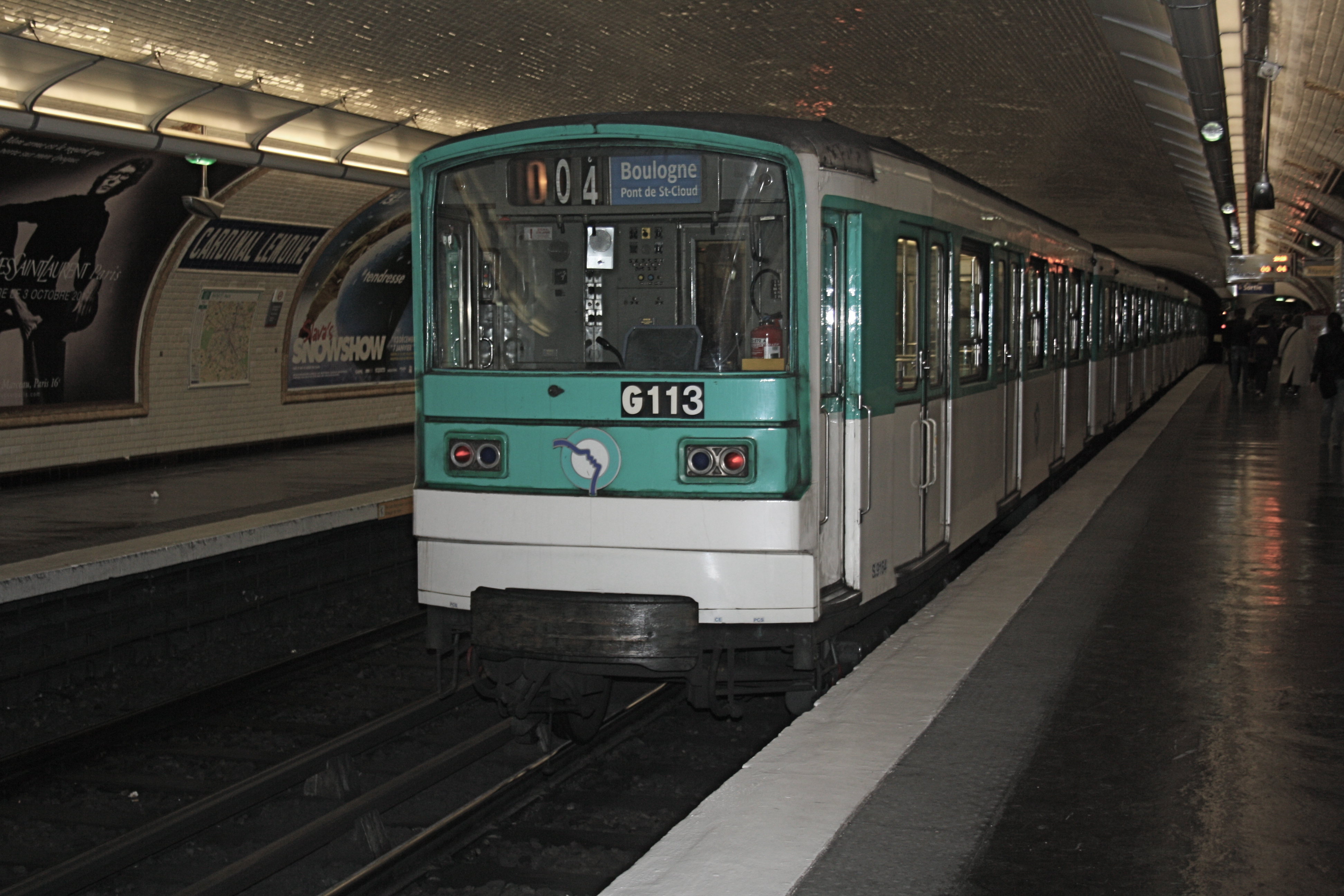
Rame MF 67 à quai.